# Самуел Умтити
Самуел Умтити (фр. Samuel Umtiti; Јаунде, 14. новембар 1993) француски је фудбалер, који тренутно игра за Лил и репрезентацију Француске. Играо је за Олимпик Лион четири сезоне од 2012. до 2016. године. 
Дебитовао је 2016. године за репрезентацију Француске. Био је уврштен у састав Француске на Светском првенству у Русији 2018. године.
На Светском првенству 2018. године, постигао је одлучујући гол у полуфиналу против Белгије.

## Трофеји

### Лион
- Куп Француске (1) : 2011/12.
- Суперкуп Француске (1) : 2012.

### Барселона
- Првенство Шпаније (2) : 2017/18, 2018/19.
- Куп Шпаније (3) : 2016/17, 2017/18, 2020/21.
- Суперкуп Шпаније (2) : 2016, 2018.

### Француска
- Светско првенство (1) : 2018.
- Светско првенство до 20. године (1) : 2013.

## Статистика каријере

### Репрезентативна
Статистика до 8. јуна 2019.'
| Француска | Француска | Француска |
| Год.      | Наступи   | Голови    |
| --------- | --------- | --------- |
| 2016      | 4         | 0         |
| 2017      | 10        | 1         |
| 2018      | 13        | 2         |
| 2019      | 4         | 1         |
| Укупно    | 31        | 4         |